# 伊藤圭 (クラリネット奏者)
伊藤 圭（いとう けい、1977年9月10日 - ）は、日本のクラリネット奏者。東京音楽大学准教授。東京芸術大学講師。国立音楽大学講師

## 略歴
宮城県古川市（現大崎市）出身。大崎市立古川中学校、宮城県古川高等学校卒業。2001年、東京藝術大学音楽学部器楽科卒業。
2004年9月、第6回日本クラリネットコンクールで第1位。
2006年 第74回日本音楽コンクール入選。
2004年12月より東京都交響楽団団員。2010年5月、NHK交響楽団首席クラリネット奏者となる。

## 受賞歴
- 第6回日本クラリネットコンクール1位。（2004年）
- 第74回日本音楽コンクール入選。 （2006年）